# Orthosphenia mexicana
Orthosphenia mexicana är en benvedsväxtart som beskrevs av Standl. Orthosphenia mexicana ingår i släktet Orthosphenia och familjen Celastraceae. Inga underarter finns listade.